# إبراهيم محمد الحمدي
إبراهيم بن محمد الحَمْدي (30 سبتمبر 1943 - 11 أكتوبر 1977). سياسي وقائد عسكري يمني كان رئيس الجمهورية العربية اليمنية من 13 يونيو 1974 حتى 11 أكتوبر 1977 عندما اغتيل هو وأخوه عبد الله في ظروف غامضة لم يبت فيها.

## ولادته ونشأته
ولد عام 1943 في قعطبة عندما كان والده يعمل قاضيًا فيها آنذاك، وكانت جزءًا من محافظة إب حينها، غير أن أصوله المؤكدة هي من منطقة عيال سريح في عمران فهو من آل الحمدي المنتمين لبني السريحي ويقطنون قرية حَمْدِه بمديرية ريدة والتي جاءت منها تسميتهم بآل الحمدي. كان والده محمد بن صالح بن مُسلَّم الحمدي قاضيا في ثلاء وذمار يعمل في القضاء.
تربى في كنف أبيه الذي كان حاكما شرعيا لمدينة قعطبة، وتعلم على يديه مبادئ العلوم الشرعية واللغوية، وأتم حفظ القرآن الكريم في سن مبكرة من عمره.

## الدراسة والتكوين
رحل مع والده إلى مدينة ذمار حين عُين حاكما لها، وهناك تعلم في العديد من المدارس والمعاهد.
سافر إلى صنعاء لاستكمال دراسته الثانوية، ثم دخل 1959 كلية الطيران التي لم يكمل دراسته فيها، ورجع إلى والده ليساعده في محكمة ذمار قاضيا يصلح بين المتخاصمين ويفصل بينهم. في عهد الإمام أحمد حميد الدين.

## الوظائف والمسؤوليات
تولى في عهد الرئيس اليمني عبد الله السلال -أول رئيس لليمن الشمالي سابقا بعد الثورة- قيادة قوات الصاعقة، وترقى في المناصب الأمنية والعسكرية القيادية حتى أصبح قائدا لقوات الاحتياطي العام وقوات العاصفة.
أصبح في 1972 نائبا لرئيس مجلس الوزراء للشؤون الداخلية 1971-1972، ثم عُين نائبا للقائد العام للقوات المسلحة 1972، وهو ما مكنه من تنفيذ انقلاب 1974 ليصبح رئيس الدولة.

## رئاسته

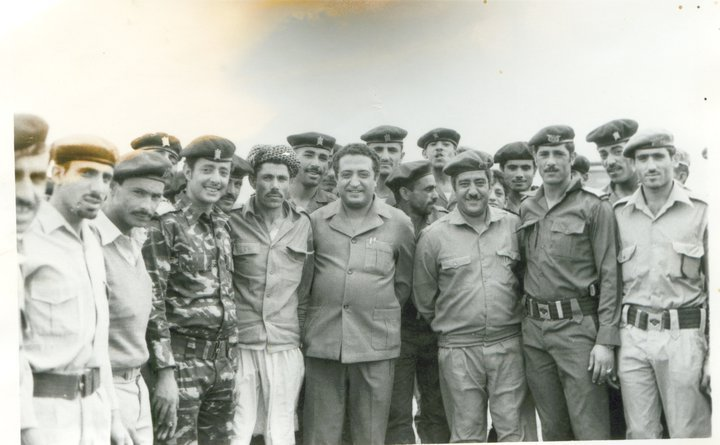
الحمدي وبعضا من ضباط الثورة خلال فترة رئاسته

في 13 يونيو 1974، قاد المقدم إبراهيم الحمدي انقلابا أبيض سمي بـ«حركة 13 يونيو التصحيحية» لينهي حكم الرئيس القاضي عبد الرحمن الأرياني الذي كان يٌنظر لإدارته بأنها ضعيفة وغير فعالة. وصعد المقدم الرئيس إبراهيم الحمدي للحكم برئاسة مجلس عسكري لقيادة البلاد سمي «مجلس القيادة» ومنذ ذلك الوقت اتسع الدور الذي يلعبه الجيش في النظام السياسي والحياة العامة. كان يريد إعادة هيكلة الجيش اليمني لمواجهة المشيخات القبلية من اليمن آنذاك. بدأ الحمدي بالتقليل من دور مشائخ القبائل في الجيش والدولة وألغى وزارة شؤون القبائل التي كان يرأسها عبد الله بن حسين الأحمر باعتبارها معوقاً للتنمية الاقتصادية والاجتماعية، وتحولت إلى إدارة خاصة تحت مسمى «الإدارة المحلية». اعتبر الرئيس الحمدي المشايخ القبليين عائقا أمام التنمية فعزلهم سياسياً وحل مصلحة شؤون القبائل ولم يسمح لأي شيخ قبلي بتولي منصب حكومي، ذلك لإن زعامات القبائل في اليمن تغلف مصالحها الخاصة بلغة وطنية. وهو ماخلق للرئيس الحمدي أعداء أقوياء أبرزهم عبد الله بن حسين الأحمر مؤسس ماعُرف بحزب التجمع اليمني للإصلاح لاحقاً. في 27 يوليو 1975 الذي أطلق عليه «يوم الجيش»، أصدر قرارات بإبعاد العديد من شيوخ القبائل من قيادة المؤسسة العسكرية وأجرى إعادة تنظيم واسعة للقوات المسلحة، فاستبدل العديد من القادة العسكريين خاصة ممن يحملون صفة «شيخ قبلي»، بقادة موالين لتوجه الحركة التصحيحية التي يقودها. وأعاد بناء القوات المسلحة اليمنية حيث تم دمج العديد من الوحدات لتتشكل القوات المسلحة من أربع قوى رئيسة:
1. قوات العمالقة: تشكلت من دمج لواء العمالقة والوحدات النظامية، مهمتها تأمين حماية النظام وجعل على رأسها شقيقه عبد الله الحمدي.
2. قوات المظلات: تشكلت من سلاح الصاعقة وسلاح المظلات ولواء المغاوير والتي كان يترأسها عبد الله عبد العالم (عضو مجلس القيادة الدولة ونائب رئيس الجمهورية من عام 1974 إلى عام 1977).
3. قوات الاحتياط العام: تشكلت من دمج لواء العاصفة ولواء الاحتياط.
4. قوات الشرطة العسكرية: تشكلت من سلاح الشرطة العسكرية وأمن القيادة.

تقارب الحمدي مع النظام الاشتراكي في جنوب اليمن وفي خطوات السير نحو الوحدة، عقدت إتفاقية قعطبة في فبراير 1977 والتي نصت على تشكيل مجلس من الرئيسين الحمدي وسالم ربيع علي (سالمين) لبحث ومتابعة كافّة القضايا الحدودية وتنسيق الجهود في كافة المجالات بما في ذلك السياسة الخارجية. تبنى الرئيس الحمدي سياسة معتدلة وقوية بنفس الوقت وعمل على إقناع القادة في اليمن الجنوبي والرئيس سالمين تحديداً بتوجهاته. وفقا لوثائق ويكيليكس، أراد الرئيس الحمدي أن يكون اليمن الشمالي مثالاً يحتذى به للدول المجاورة حينها وبالذات اليمن الجنوبي. كان يُخطط لإقامة ماسمّاه بالـ«مؤتمرات الشعبية» والتي كانت البذرة الأولى لما أصبح حزب المؤتمر الشعبي العام بقيادة علي عبد الله صالح، هدف هذه المؤتمرات الشعبية كان الاستعداد لإقامة انتخابات وانسحاب الجيش تدريجياً من المشهد السياسي. أخبر السفير الأميركي أن الطريقة المثلى لتغيير النظام الماركسي بجنوب اليمن هو بإثبات أن الديمقراطية والسياسات الاقتصادية المعتدلة نجحت في شمال اليمن، وأضاف أنه يطمح لرؤية مجالس شورى منتخبة وانتخابات مباشرة لاختيار رئيس البلاد. يعلق السفير الأميركي أن تلك كانت المرة الأولى التي يتحدث فيها الحمدي عن انتخاب مباشر لرئيس البلاد، ويظهر أن الحمدي ورفاقه الحداثيين يأملون من وراء الانتخابات إنهاء الإشكال المتعلق بالأطماع السياسية لمشايخ القبائل.

## اغتياله
اغتيل إبراهيم الحمدي ليلة 11 أكتوبر 1977 قبل يومين من موعد زيارته إلى عدن التي كانت ستكون الأولى من نوعها لرئيس من اليمن الشمالي. قُتل بخطة مدبرة، وجرت تصفيته في منزل الغشمي عندما دعاه أحمد حسين الغشمي لتناول وجبة الغداء فكان ذلك هو الغداء الأخير. يعزى اغتياله إلى الصراع مع القوى القبلية التي أقصاها عن السلطة وإلى معارضة هذه القوى وحلفائها الإقليميين لخطواته المتسارعة تجاه الوحدة مع الجنوب. دُبرت عملية الاغتيال بعد فترة شد وجذب طويلة بين الحمدي وعبد الله بن حسين الأحمر، رئيس تحالف قبائل اليمن. ولم تُجرى أي تحقيقات للكشف عن الفاعلين ودُفن إبراهيم في مقبرة الشهداء بالعاصمة اليمنية صنعاء.
| سبقه عبد الرحمن الأرياني | قائمة رؤساء الجمهورية العربية اليمنية 1974–1977 | تبعه أحمد حسين الغشمي |

## روابط خارجية
- إبراهيم محمد الحمدي على موقع الموسوعة البريطانية (الإنجليزية)
- إبراهيم محمد الحمدي على موقع مونزينجر (الألمانية)
- اغتيال الحمدي - وثائق ويكيليكس